# Joigny-sur-Meuse

Joigny-sur-Meuse este o comună în departamentul Ardennes din nordul Franței. În 1 ianuarie 2022 avea o populație de 631 de locuitori.